# Alberto Delgado Airport
Alberto Delgado Airport är en flygplats i Kuba.   Den ligger i provinsen Provincia de Sancti Spíritus, i den centrala delen av landet, 290 km sydost om huvudstaden Havanna. Alberto Delgado Airport ligger 38 meter över havet.
Terrängen runt Alberto Delgado Airport är platt söderut, men norrut är den kuperad. Havet är nära Alberto Delgado Airport åt sydväst.  Närmaste större samhälle är Trinidad, 2,1 km nordost om Alberto Delgado Airport. Omgivningarna runt Alberto Delgado Airport är en mosaik av jordbruksmark och naturlig växtlighet.